# Pyroterra
Pyroterra je česká umělecká skupina, věnující se ohnivé a světelné show, akrobacii a další umělecké produkci. Kromě působení po České republice vystupuje na významných kulturních událostech v zahraničí. Skupina byla založena v roce 2006, v současnosti zaměstnává mnoho talentovaných umělců. 

## O skupině
Pyroterra ve svých vystoupeních spojuje tradiční žonglérská a artistická čísla s moderní hudbou a tancem, přičemž hlavním výrazovým prostředkem je kombinace ohně, zábavní pyrotechniky a světelné techniky. Pro styl skupiny je příznačná dynamická podívaná podbarvená výpravnou, metalovou či elektronickou hudbou. Tím se odlišuje od ostatních uměleckých souborů, které pro tento typ představení staví převážně na scénickém tanci a etnické hudbě. Pyroterra působí jak na domácí, tak i zahraniční scéně. Mezi její nedávné úspěchy patří postup do semifinále soutěží Česko Slovensko má talent, Beat The Best , show pro Nasa, Olympijská show 2024 v rámci Českého domu v Paříži, svatební show Saúdské Princezny a mnoho dalšího. Mezi novější veřejná představení skupiny Pyroterra patří Magická fontána, jež premiérovala v roce 2021 na Křižíkově fontáně v areálu pražského Výstaviště.  

## Stálí členové
- Martin Koubek
- Marek Solnička
- Monika Válková
- Pavel Neuman
- Marek Michlík
- Adéla Trejbalová
- Daniela Mojžíšová
- Adriana Štuková
- Zdeněk Mareš
- Jakub Hurťák